# وضعیت طبقه کارگر در انگلستان
وضعیت طبقه کارگر در انگلستان (انگلیسی: The Condition of the Working Class in England، آلمانی: Die Lage der arbeitenden Klasse in England) کتابی نوشته فردریش انگلس در سال ۱۸۴۵ است که به مطالعه وضع طبقه کارگر صنعتی در دوره ویکتوریا می‌پردازد. این اثر نخستین کتاب انگلس به شمار می‌رود که آن را در اصل به زبان آلمانی در سالهای ۱۸۴۴–۱۸۴۲ در دوران اقامت در منچستر نوشته است. این شهر از مهم‌ترین شهرهای مؤثر در انقلاب صنعتی بود و کتاب براساس مشاهدات و گزارش‌های شخصی انگلس نوشته شده است.